# すぴぱら - Alice the magical conductor.
『すぴぱら - Alice the magical conductor.』（すぴぱら アリス・ザ・マジカル・コンダクター）は、minoriより2012年5月18日にSTORY #01が発売されたインタラクティブ・ノベル、およびそれを元にした漫画作品。『すぴぱら』は英文字では『SPPL』と記述されることがある。

## 概要
ゲーム公式サイトの記述によると、minori's 5th debut about "Wonder".として、『ef - a fairy tale of the two.』『eden*』でつちかった演出技術を元に「“ 物語 ”としての世界が、“ 人と心 ”を動かす」感動を最大限に引き出そう、「人と、その心から沸き起こる、“ 生きている ” 感覚（“ 躍動感 ”）」を純粋な形で表現するという目標のもとに制作された。それを象徴するように、キャラクターの立ちグラフィック（いわゆる立ち絵）は目パチ、口パクだけではなく髪の毛の揺れ、振り返ったときの中割アニメーションまで細かく描かれている。
またゲームの主要キャラクターである鳴海 桜、天野 ほたる、神代 アリスは、実在・同名の現役女子高生をモデルにしてキャラクターが作られたとされており、この3人のTwitterアカウントも作られ、本人達によるとされるツイートが書き込まれていたほか、この3人によるインターネットラジオ「鳴海桜のすぴぱらじお」も公開されていた（当初は自主収録という名目で共有ファイルサーバにアップ、その後音泉にて公開に変更）。またゲームの舞台も、この3人が実際に住んでいるとされる鎌倉が舞台となっており、鎌倉駅や和田塚駅などが劇中に登場するほか、鎌倉市の地名や、鎌倉にある史跡などがセリフ内で触れられている。
まず2011年12月29日に、実在するとされる鳴海桜、天野ほたる、神代アリスの自己・相互紹介や、鎌倉の案内、3人のトークを収録したCD、ゲームのシステム体験版などを収録したグッズセット『すぴぱら NICE TO MEET YOU!』が発売された。
それから2012年5月18日に、ゲーム本編で第1作にあたる『すぴぱら - Alice the magical conductor. STORY #01 - Spring Has Come !』が発売された。『STORY #01』には、桜とほたるのシナリオが収録されており、桜とほたるのシナリオは完結しているが、アリスについてなど一部の謎が残されたままになっている。本編を分割して発売することは当初から告知されており、ゲームのエンディングでは“STORY #02 Now on work”の文字も表示されている。
だが『STORY #01』は期待の半分程度しか売れず、売り上げは赤字となり、minori代表の酒井伸和は会社を清算することも考えたというが、制作費を借用してもう1本ゲームを制作することができることになった。その結果酒井は『すぴぱら STORY #02』よりも『夏空のペルセウス』を制作することを優先、以後『すぴぱら』のシリーズについては宙に浮いた状態となっている。

### 英語版
MangaGamerは、英語版『eden*』の売り上げを元に『すぴぱら STORY #01』英語版を2部に分けて順次発売し、さらにその売り上げを元に、日本では未発表のストーリーも、先に英語版で順次発売するという計画を発表。2016年7月30日には、『STORY #01』の前半部分（桜シナリオ）を英語化した『Supipara - Chapter 1 Spring Has Come!』を、2018年4月13日には『STORY #01』の後半部分（ほたるシナリオ）を英語化した『Supipara - Chapter 2 Spring Has Come!』を発売している。

## ストーリー
父を亡くした後、母と共に7年前に海難事故に遭い、その影響で母はずっと昏睡状態が続いていた真田幸成。そのため彼は、親戚の家をたらい回しにされるような生活を送っていた。だが奇跡的に母の良子が昏睡状態から目覚め、それから医師も驚くほどの回復を見せる。そこで幸成は4月2日、7年ぶりに母の家がある鎌倉に戻ってきて、母と共に生活することになる。
そこで幸成は、自分が鎌倉にいた頃面倒を見てもらっていた親戚である鳴海桜と再会。またその夜に、魔女を自称する神代アリスに遭遇する。アリスは他人の望みを叶える代わりに“幸せな記憶”を受け取っているという。アリスは偶然、7年前に漂流していた幸成と良子を海から引き上げたが、すでに幸成は瀕死だった。その時アリスは良子と「この子を助けて」という契約を結ぶが、その代償が7年分の良子の意識不明とそれ以上の記憶障害というもので、アリスにとっては支払われた代償が大きすぎ、アリスにとって“ツケ”になっているという。そこでアリスは幸成に叶えたい望みはないか聞くが、幸成は「ありません」と言って、その場はアリスと別れた。
その後、幸成は桜が新人アイドルとして活動しており、映画にも出演していることを知る。また幸成は、新入生歓迎会でのミスコンテスト実行委員をすることになり、色々あって桜もミスコンに出場することになった。アイドル、映画、ミスコンと何事にも頑張る桜を見ているうちに幸成は彼女に惹かれていき、彼女を手助けしたいと考える。
それから物語は4月2日に戻り、幸成は自分、そして“妹”の真田六花と共に、7年ぶりに鎌倉に帰ってきて桜と再会、またアリスと“初めて”出会う。家事は何でも六花がしようとするので、手持ちぶさたな幸成はアリスの店でアルバイトを始める。また幸成は、クラスメイトの天野ほたるがアリスと契約して、未来予知の力をもらっていることを知る。ほたるはすべて承知しての契約だったが、幸成は能力の代償としてほたるの最も大切な記憶、つまり彼女の母のことも忘れてしまうのではないか心配し、そしてその覚悟を持ちつつ、未来予知の力で人々を助けているほたるをどうにかしてあげたいと思うようになる。

## 登場人物
（声優は非公開。スタッフロールには声優の名も出ているが、誰がどのキャラを演じているかは示されていない）

### 主人公
真田 幸成（さなだ ゆきなり）
青海学園2年生。物腰が柔らかく大人しい性格で、桜や紅葉のハイテンションなボケも冷静なツッコミひとつで片付けたりスルーしたりするが、ほたるの物騒な脅迫などには強くツッコまずにはいられない（六花には、相手がハイテンションになるほどクールになると評されている）。
以前は関東から離れた場所に住んでいたが、父が病気で亡くなり、母の実家がある鎌倉に戻ることになった。その道中、自分と母の乗っていた船が海難事故に遭い、救難ボートにも乗り損ねて母と共に漂流する。その後アリスに助けられた形で鎌倉の浜に打ち上げられるが、母は意識を取り戻さないまま7年が経過、本人も事故前後の記憶を失っている。それから全国の親戚の家をたらい回しにされる生活を送っていたが、本人によるとそれほど苦労した生活を送っている自覚はない。桜によるとその生活のせいで、自分よりも他人を優先するようになっているという。
母の良子が昏睡状態から回復するのにあわせ、共に生活するため鎌倉に戻り、青海学園に編入することになった。料理などの家事が得意で、逆に良子は記憶を失っており家事などもあまりできないため、自分で色々と家事を行おうとする。

### ヒロイン
鳴海 桜（なるみ さくら）
青海学園3年生。以前（7年前）幸成が鎌倉で身寄りをなくしたときに面倒を見てくれた、幸成の再従姉にあたる人物（幸成の母である良子の従姉にあたる、鳴海聡子の娘）。昔は幸成から「桜お姉ちゃん」と呼ばれていたが、現在は「桜お姉さん」「お姉さん」と呼ばれている。
幸成に対しては自分を「お姉ちゃん」と呼んで年上ぶろうとし、弟に接するように、気さくかつ積極的に接してくる。よく幸成をからかって誘惑するようなことを言っているが、華麗にスルーされることが多い。自ら「じっとしてたら死ぬ」というほど活発かつハイテンションな性格で、何事にもリアクションが大きい。
親が経営するメイド喫茶でアルバイトしており、その宣伝という名目で、外出時にも（時には通学時にすら）メイド服を外で着ることがある。美少女好きで、学校の美少女は全員チェックしておりリストを作っているほど。そのため美少女であるほたる、アリス、紅葉などとは顔見知り（神社で巫女服の紅葉と出会ったときはいきなり抱きついたという）。桜本人も美人ということや、先述のハイテンションな奇行ぶり、後述のようにアイドルということもあって、学園では有名人になっている。
友人の付き添いでオーディションに行って、自分だけ受かったことがきっかけで、駆け出しのアイドルとして活動中。まだまだ知名度は低いが、鎌倉で撮影されることになった映画の準主役（主演女優の若い頃）に抜擢され、出演することになった。
天野・アンジェリーヌ・ほたる（あまの アンジェリーヌ ほたる）
青海学園2年生。幸成のクラスメイト。
日本人の父と、フランス人の母の間に生まれたハーフで、金髪碧眼のツインテール。アリスからは「アンジェ」と呼ばれているが、本人はその呼び名を嫌っており、名乗るときも大抵ミドルネームを省いている。見た目は日本人離れしているが、日本生まれの日本育ち。
実際に暴力を振るうことはないが、初対面の相手に対しても毒舌が尽きず他人を脅すような物騒な発言を連発していて、笑顔で相手を脅迫することも多いドSな性格。特に“敵”と認識した相手に対しては容赦しないと普段から発言している。代わりに“味方”に対しては「天国を味わわせてあげる」と言っている。アリスからはツンデレと表現されていて、本人も否定していないが、自分が「デレ」を見せることはまずないとしている。
母のマリーは7年前、幸成や良子が遭遇した海難事故で他界。以後は父親と二人暮らしだが仕事で帰りが遅いため、食事はいつもレトルトや出来合いのもので済ませている。
アリスと契約して未来予知の能力を得ており、24時間以内の未来になにが起こるか書かれたメールが1日2回携帯電話に届く（ただ、ほたるが経験できなかったり、ニュースなどでも知り得なかったりする情報は書かれない）。その情報で事件が未来に起こることを知ると、アリスの家から警告メール送るなどして（アリスの家のネット回線は逆探知できないようになっているため）被害が少なくなるようにするための行動をとっている。この未来予知能力の代償として、時々断片的に記憶を失うことがある（その理由を知らない律は「天然ボケなところがある」と評している）。
神代 アリス（かみしろ アリス）
銀髪の魔女。だが本人によると、本名を他人に知られると体や心を操られる可能性があるため偽名だという。実年齢も不明。
箒を使って空を飛ぶこともでき「見栄えがいい」「魔女の沽券に関わる」ということで飛びたがるが、すぐにひっくり返ったり落ちそうになったりするなど、箒で飛ぶのは上手ではない。一方で瞬間移動が得意であり、神出鬼没を繰り返す。幸成のことは「ゆっきー」と呼ぶ。「さもありなん」が口癖。
普段は面倒くさがりで、自宅に引きこもってはアニメを見たりネット通販をしたりして生活しており、畳とこたつの部屋を愛する。だが時々気まぐれで青海学園に現れて、他の生徒に暗示をかけ混ざりこんで学校生活を送っている（その時は幸成、ほたるらとクラスメイト）。普段は少年っぽいしゃべり方だが、学校にいるときは模範的な生徒を装って敬語を使い、だらけた姿も見せないという猫かぶりをしている。この時は他人をあだ名で呼ぶこともしない。
「アリエル」という名の、骨董屋を兼ねた住居に住んでいるが、骨董品目当ての客は来たことがなく、そもそも魔女の力が必要ない人間は店に辿り着けないように結界を張ってあるという。
他人の願いを叶え、代償としてその人物の“幸せな記憶”を受け取っている（得る記憶の量や内容は契約した願いの内容によるが、どの記憶を得るかはアリスにも選べず、得た記憶を返すこともできないという）。契約や代償の条件などについてはしっかり説明し、無理に契約を迫ったり、騙したりするようなことはしない。契約は確実に遂行しようとし、持続する契約の場合、解除にも応じる。
ストーリーの根幹に関わる重要人物だが『STORY #01』では攻略不可能で、彼女についての色々な謎、伏線も残されたままになっている。
なお『天使の日曜日 an“ef - a fairy tale of the two.”Pleasurable Box.』にも登場しており、『天使の日曜日』エンディングムービーは『すぴぱら』の告知的なものとなっている。

### サブキャラクター
真田 良子（さなだ りょうこ）
幸成の母。7年前に遭遇した海難事故の時から昏睡状態になり、7年ぶりに目覚めて幸成と共に暮らし始める。だが昏睡状態にあった7年間の記憶だけではなく、それ以前の記憶も失っており（記憶があるのは結婚直後あたりまで）、幸成を生んだこと、事故に遭ったことも覚えていない。そのため精神年齢が若い（外見も、もともと童顔気味のため若い）。合計で10年以上の記憶を失っており浦島太郎状態だが、退院前に現代の知識を教えてもらっているため、一応現代の生活に対応できるようになったが、携帯電話などは上手く使えない。また料理などもできない状態になっている。
アリスによると、海で幸成と共に漂流していたところをアリスに助けられたが、瀕死の状態だった幸成を助けるためにアリスと契約したために記憶を失っている。青海学園のOG。
真田 六花（さなだ りっか）
幸成の妹。青海学園1年生。幸成を「兄様」と呼び、とても大人しく、丁寧な言葉遣いで話す。幸成を敬愛しており家事が得意で、とにかく献身的に兄の面倒を見ようとする。だがすぐ自分のことを「いたらない妹」と言うなど、いつも自分に自信がなく卑下するかのような発言をしている。一方で幸成以外の人間に対しては、天然で思ったことを容赦なく言うことがある。
ゲーム開始時（桜シナリオ）では存在そのものがいないように描かれており、ほたるシナリオでのみ、幸成と共に鎌倉へ帰ってきた形で登場する（序盤で数度、幸成や桜、良子などが六花の存在に違和感を抱いている）。『STORY #01』エピローグによると、アリスが彼女を幸成のもとへ送り込んだことが示唆されている。
東野 和彦（ひがしの かずひこ）
青海学園2年生、幸成のクラスメイト。西園とは昔から家族ぐるみの付き合いで、学校でもふたりでつるんでいることが多いため、西園とあわせて“東西コンビ”と呼ばれている。西園からは「詐欺師」呼ばわりされるほど口が達者で、いつも話を自分にとって都合の良い方向に誘導しようとする。自宅は花屋。新入生歓迎会では実行委員長を務める。
西園 貴子（にしぞの たかこ）
青海学園2年生、幸成のクラスメイト。東野とは幼い頃からの腐れ縁で、しょっちゅう軽口を言い合っている。だが東野と「幼なじみ」と表現されると「なんだかとても親密な関係みたい」と言ってお互いに凄く嫌がるが、気がないわけではない。気さくでさばさばした性格。自宅は和菓子屋。茶道部の部長をしているほか、掛け持ちで他の部活にも参加している。
夕月 紅葉（ゆうづき もみじ）
青海学園1年生。六花とは同じクラス。アリスには密かに「もみっち」と呼ばれている。
真田家の近くにある、温泉もある夕月神社の娘で、巫女もしている。参拝者にさりげなく賽銭を要求するなど、金銭面でちゃっかりしたところがある。
入学早々友達を100人作ったと言われるほど元気な人物。またぞんざいに扱われることを喜ぶMっけがあるため、自分を罵ってくれるほたるのことを気に入っている。幸成に自分のボケやツッコミをスルーされるなど、適当にあしらわれるのも好き。
学園など外にいるときは非常に賑やかだが、神社で巫女服を着ているときは物静かで神秘的な雰囲気を漂わせ、かなり印象が異なる。だがMなのは変わらない。
本人は霊感が強いと言っており、彼女を撮った写真はかなりの確率で心霊写真になるという。またその霊感が原因かは不明だが、アリスが普通の女の子ではないと感じている模様。
下山 律（しもやま りつ）
青海学園2年生、ほたるの友人。1年の時ほたると同じクラスで、ほたるの毒舌を気にせず話しかけ続けて以来の付き合い。男の子っぽい口調で喋る。剣道部所属で、二段の実力を持つ。「ボタンが3つ以上ある機械は手に負えない」ということで携帯電話を持っておらず、ビデオの予約録画操作などもできない。実家は小料理屋を経営している。
本人も知らないが、上川の腹違いの妹。アリスからは密かに律ちゃん（りっちゃん）と呼ばれている。
上川（かみかわ）
青海学園の食堂の料理人。鋭い目つきで顔に古傷のあとがあり、父親は本物のヤクザの組長。自分は組を継がずにカタギとして料理人をやっているが、気に入った人間に（相手が学生でも）「杯を交わそう」と言うなど、昔の癖が抜けていない。
思い込みが激しいが人柄は良く、勝手に他人を悲劇の人物のように思い込んで、食事を奢るようなことがある。下山律の腹違いの兄で、自分からは何も言おうとしないが、律のことを見守っている。
中瀬 鏡子（なかせ きょうこ）
桜が出演している映画『エンジェル・トーキング』の監督。元々は脚本家出身。青海学園のOGで演劇部出身。幸成の母である良子とは同じクラスであり、友人だった。また幸成の父とも知人だった。
撮影に挑む態度は厳しく、桜は“ドS”、“鬼”と表現している。だが桜の気づかないところでも、色々と彼女を気遣っている。

## スタッフ
- 企画：酒井伸和
- 監督：御影
- 原作・脚本：竹田、鏡遊、御影
- キャラクターデザイン・作画監督：七尾奈留、結城辰也、庄名泉石
- 演出：向井正哉、竹田、御影
- 美術監督：ゆうろ
- 色彩設計：UEM
- プロダクツデザイン：相良聡人
- システム設計：小曽根雷田
- 音楽：天門
- 音響監督：松木仁美
- アニメーション：中島裕一、sata、tsukune.、ゆうろ、BoCuden、結城辰也
- ラインプロデューサー：姿月景
- 制作：minori

## 主題歌
- 「Magical Happy Show !」
  - 作詞：酒井伸和、作・編曲：天門、歌：Machico

## メディア展開

### コミカライズ
それぞれゲームとは異なる独自展開となっている。
すぴぱら 乙女の放課後観測
- 著：御影獏 発行：角川書店 2012年5月25日発売　ISBN 978-4041202425
- 月刊コンプエースにて連載された。単行本は第1巻となっているが2巻目以降は発売されておらず、単行本未収録のエピソードも存在する。

すぴぱらgirl's diary
- 著：犬居なぎ 発行：アスキー・メディアワークス  2012年12月25日発売　ISBN 978-4048912761
- 月刊コミック電撃大王にて連載された。

### CD
マキシシングルCD「Magical Happy Show !」
- 通常版:GNCA-0239
- 初回限定盤:GNCA-0238
  - 2012年4月6日にジェネオン・ユニバーサルより発売。
  - 主題歌「Magical Happy Show !」、カップリング曲「The Magical Conductor.」を収録。初回限定盤には桜、ほたる、アリスのトークが入ったCDが付属。

### インターネットラジオ
鳴海桜のすぴぱらじお
“ゲーム内キャラのモデルになった、実在する鳴海桜、天野ほたる、神代アリスの3人によって行われる”という形のラジオ。当初は“自主収録”という形で、音声ファイルが共有ファイルサーバにアップされ、3人のTwitter上でのみ告知が行われていたが、2012年4月24日より音泉で配信開始、2013年3月まで配信された。